# Chiloscyphus fissus
Chiloscyphus fissus är en bladmossart som först beskrevs av William Mitten, och fick sitt nu gällande namn av Hentschel et Heinrichs. Chiloscyphus fissus ingår i släktet blekmossor, och familjen Lophocoleaceae. Inga underarter finns listade i Catalogue of Life.